# Pabellón municipal de deportes Quico Cabrera
El Palacio Municipal de Deportes de Santa Cruz de Tenerife, actualmente Pabellón Municipal de Deportes Quico Cabrera es un recinto polideportivo que se encuentra en la ciudad de Santa Cruz de Tenerife (Canarias, España). Se localiza en el barrio de La Salle, junto al estadio Heliodoro Rodríguez López. Actualmente es el pabellón donde juega en Tenerife Iberia Toscal, un equipo de fútbol sala. 
Inaugurado en el año 1974, desde septiembre de 2017 incorpora el nombre "Quico Cabrera" en homenaje al que fuera fundador y presidente del Club Voleibol Tenerife, único club español que ostenta el título de la Liga de Campeones europea.
Tiene una capacidad de 4500 espectadores.
Fue una de las siete sedes del Mundial de Baloncesto España 1986.

## Clubes
Los principales clubes que juegan o han jugado como local en el son: 
- C.F.S. Uruguay Tenerife.
- Meridiano Santa Cruz.
- Tenerife Isla Única.
- C.V. Tenerife Santa Cruz.
- Tenerife Iberia Toscal.